# Cetina (županija)
Cetina, srednjovjekovna starohrvatska županija u sastavu Kraljevine Hrvatske. Spominje se prvi put polovicom 10. stoljeća u djelu bizantskog cara Konstantina VII. Porfirogeneta. Zauzimala je područje srednjeg toka rijeke Cetine oko današnjeg Sinja,  a graničila se s Imotskom, Kninskom, Livanjskom i Primorskom županijom. Sjedište županije bilo je u gradu Cetini, smještenom kraj današnjeg sela Otoka, a od 14. stoljeća sve češće u Sinju.

## Povijest
Godine 1078. hrvatski kralj Zvonimir (1075. – 1089.) poklonio je čitavu Cetinsku županiju Splitskoj nadbiskupiji. Nakon uspostave mađarske prevlasti nad Hrvatskom, hrvatsko-ugarski kralj Andrija II. iz dinastije Arpadovića potvrdio je Cetinu s drugim posjedima splitskoj Crkvi, a 1210. godine poklonio ju je sidraškom knezu Domaldu. Krajem 12. i početkom 13. stoljeća Cetinska županija pretvara se u kneštvo, koje se od druge polovice 13. stoljeća nalazi pod upravom bribirskih knezova.
Godine 1272. spominje se kao cetinski knez Stjepko Bribirski, a 1310. godine navode se kao njeni knezovi sinovi bana Pavla I. Bribirskog († 1312.), Mladen II., Juraj II., Pavao II. i Grgur II. Poslije sloma bribirske dominacije 1322. godine i nakon što se Vladislava Kurjaković predala kralju Ludoviku I. Anžuvincu, Cetinsko kneštvo došlo je 1345. godine pod izravnu kraljevu vlast. Međutim, već potkraj iste godine kralj je vratio Sinj s ostatkom kneštva Ivanišu Nelipčiću, sinu Nelipca II. († 1344.) i kneginje Vladislave. U tom periodu Cetinu naseljavaju Vlasi koji se miješaju s domicilnim hrvatskim stanovništvom. Novi cetinski knez Ivan VI. Frankapan potvrdio je 1436. godine prava cetinskih Vlaha.
Godine 1436. kralj Žigmund Luksemburški oduzeo je Cetinu Frankapanima i dodijelio je Talovcima koji su otada nosili naslov cetinskih knezova. Poslije smrti bana Petra Talovca 1453. godine, njegovi maloljetni sinovi i sinovi njegove braće nisu uspjeli zadržati puni nadzor nad svojim kneštvom pa su ga postupno napustili i preselili se na obiteljske posjede u Slavoniju. Istodobno, započeo je osmanski prodor iz osvojene Bosne prema zapadu, tijekom kojeg je, u razdoblju od 1483. do 1513. godine osvojen prostor Cetinske županije.
Nakon oslobođenja od Osmanlija na tom je prostoru ustrojena mletačka vojna granica pod imenom Cetinska krajina.

## Vanjske poveznice
- Cetina Hrvatska enciklopedija